# Oberea tricolor
Oberea tricolor là một loài bọ cánh cứng trong họ Cerambycidae.